# Marian Zajączkowski
Marian Tadeusz Zajączkowski (ur. 15 sierpnia 1903 w Krakowie, zm. 12 sierpnia 1975 w Londynie) – podpułkownik dyplomowany artylerii Wojska Polskiego. 

## Życiorys
Urodził się 15 sierpnia 1903 w Krakowie. Był wychowankiem i absolwentem Korpusu Kadetów Nr 1 we Lwowie. Brał udział w powstaniach śląskich. W 1924 ukończył Oficerską Szkołę Artylerii w Toruniu. 24 września 1924 Prezydent RP Stanisław Wojciechowski mianował go podporucznikiem ze starszeństwem z dniem 1 lipca 1923 i 13. lokatą w korpusie oficerów artylerii, a minister spraw wojskowych wcielił do 12 pułku artylerii polowej w Złoczowie. W latach 1928–1933 był instruktorem Szkoły Podchorążych Rezerwy Artylerii we Włodzimierzu Wołyńskim. We wrześniu 1933 otrzymał przeniesienie do 8 pułku artylerii lekkiej w Płocku. 22 lutego 1934 został awansowany na stopień kapitana ze starszeństwem z dniem 1 stycznia 1934 i 71. lokatą w korpusie oficerów artylerii. Z dniem 3 listopada 1934 został powołany do Wyższej Szkoły Wojennej w Warszawie, w charakterze słuchacza kursu 1934–1936. W marcu 1939 pełnił służbę w 2 dywizjonie artylerii konnej w Dubnie na stanowisku dowódcy 1 baterii. W czasie kampanii wrześniowej walczył na stanowisku pomocnika szefa Oddziału IV Sztabu Samodzielnej Grupy Operacyjnej „Narew”.
Po klęsce wrześniowej przez Litwę i Szwecję dostał się do Francji, następnie do Wielkiej Brytanii, gdzie został oficerem sztabowym 10 Brygady Kawalerii Pancernej w Forfar i oficerem sztabowym przy Naczelnym Wodzu w Londynie. W 1944 dołączył do 2 Korpusu we Włoszech.
Po wojnie pracował jako kartograf w Ordnance Survey. Mieszkał w Londynie. Brał czynny udział w polskich organizacjach społecznych, w szczególności wojskowych. Był blisko spokrewniony z Maciejem Zajączkowskim.
Odznaczony Krzyżem Walecznych, Złotym Krzyżem Zasługi z Mieczami oraz wieloma innymi odznaczeniami polskimi i brytyjskimi.
Zmarł 12 sierpnia 1975 w Londynie.